# Лозная (приток Тишанки)
Лозная (балка Морец) — река в России, протекает по Дубовскому и Иловлинскому районам Волгоградской области. Правый приток Тишанки, бассейн Дона.

## География
Река начинается в балке Морец примерно в 20 км северо-восточнее города Дубовка. Течёт на северо-запад, в селе Лозное поворачивает на юго-запад. Ниже Лозного запружена, ещё ниже на правом берегу хутор Обильный. Впадает в Тишанку в 35 км от устья последней. Длина реки составляет 27 км, площадь водосборного бассейна — 230 км².

## Данные водного реестра
По данным государственного водного реестра России относится к Донскому бассейновому округу, водохозяйственный участок реки — Дон от впадения реки Хопёр до города Калач-на-Дону, без рек Хопёр, Медведица и Иловля, речной подбассейн реки — Дон между впадением Хопра и Северского Донца. Речной бассейн реки — Дон (российская часть бассейна).
Код объекта в государственном водном реестре — 05010300512107000009460.